# Matthias Frings

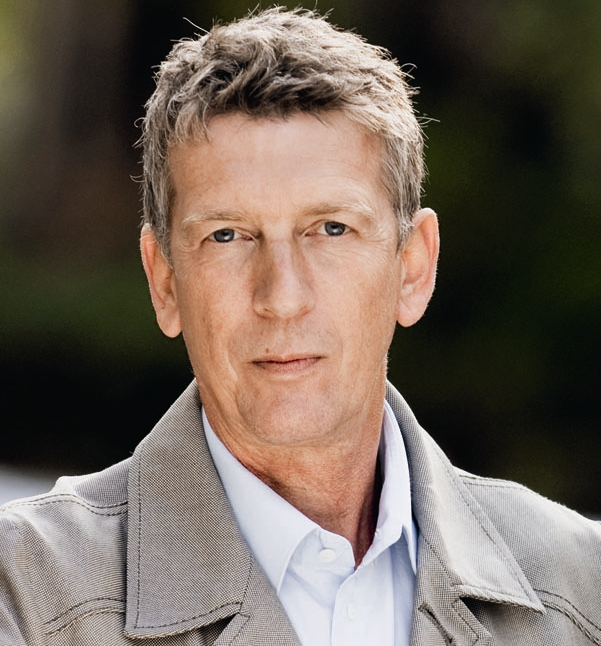
Matthias Frings (2008)

Hellmut Matthias Frings (* 14. April 1953 in Aachen) ist ein deutscher Journalist, Fernsehmoderator, Schriftsteller und Übersetzer.

## Leben
Frings wuchs in Aachen auf und besuchte dort die Schule bis zum Abitur. Anschließend studierte er von 1974 bis 1977 an der RWTH Aachen Anglistik, Germanistik und Linguistik. Als homosexueller Student war er 1974 an der Gründung der lokalen Schwulengruppe Aachener Printenschwestern beteiligt. Nachdem er sein Studium als Magister abgeschlossen hatte, zog er nach Berlin.

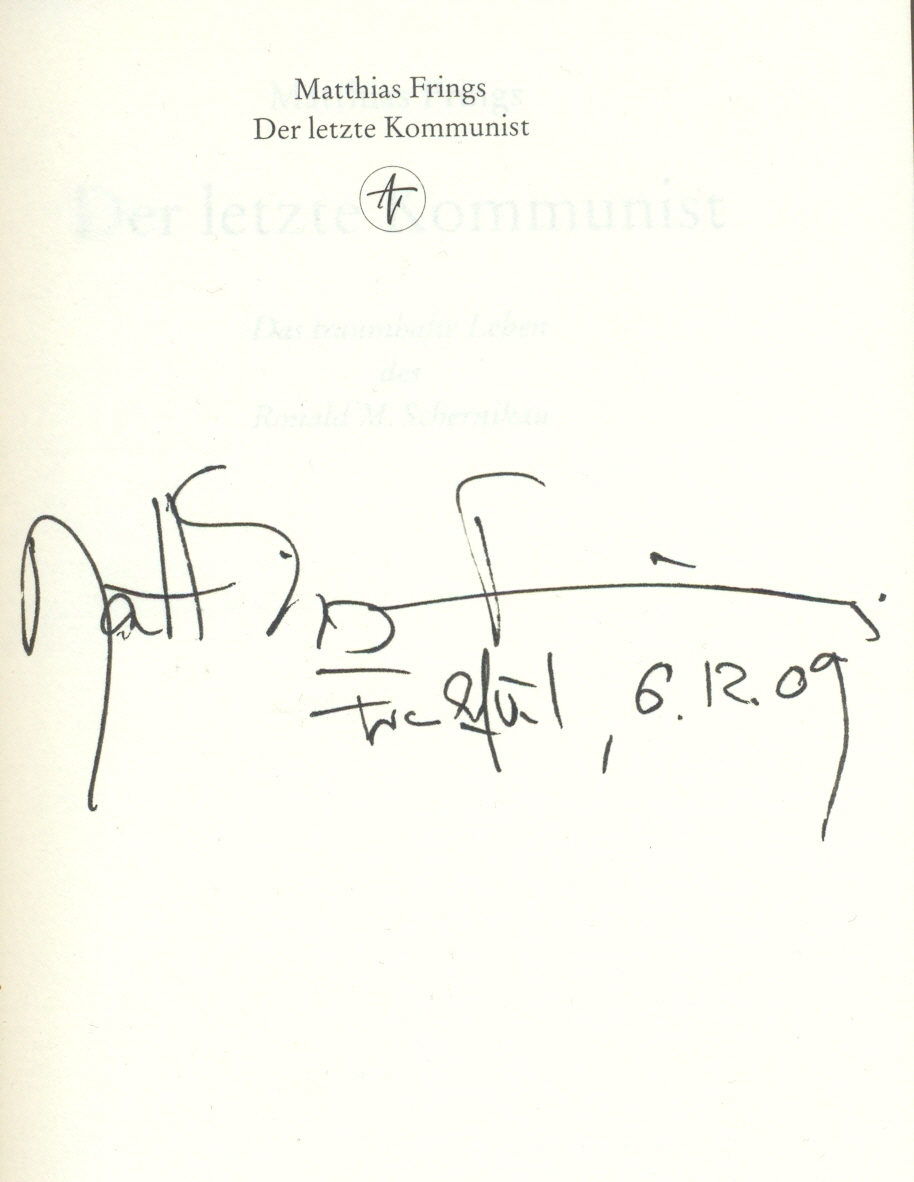
Autograph

In Berlin war er in den späten siebziger Jahren Mitglied der freien Theatergruppe Zan Pollo. Er arbeitete als Schauspieler, Kellner, Tierpräparator und freiberuflich für das ZDF-Kulturmagazin Aspekte. 1982 brachte er zusammen mit Elmar Kraushaar sein erstes Buch Männer-Liebe bei Rowohlt heraus. Ab 1985 arbeitete er als Radiomoderator beim Sender Freies Berlin, ferner für verschiedene Zeitungen und Zeitschriften.
Von 1992 an war er Produzent und Moderator des Fernsehsendung Liebe Sünde beim Sender VOX und wechselte 1993 zu ProSieben, wo er diese Sendung noch bis 1995 moderierte. Auf ihn folgten Andrea Thilo und Mo Asumang als Moderatorinnen, während Frings weiterhin Produzent der Sendung blieb. Darüber hinaus betätigte er sich als Journalist und Moderator von Podiumsgesprächen.
Für seine Biografie über Ronald M. Schernikau, mit dem er persönlich befreundet war, wurde er 2009 für den Preis der Leipziger Buchmesse in der Kategorie „Sachbuch“ nominiert.

## Veröffentlichungen (Auswahl)
- Männer.Liebe. – Ein Handbuch für Schwule und alle, die es werden wollen. Reinbek 1982 (zusammen mit Elmar Kraushaar)
- Heiße Jahre – Das Ding mit der Pubertät. Reinbek 1983 (zusammen mit Elmar Kraushaar)
- Liebesdinge – Bemerkungen zur Sexualität des Mannes. Reinbek 1984
- Ein Bild vom Mann. Reinbek 1986 (mit Fotografien von Thomas Henning)
- AIDS – Dimensionen einer Krankheit. Reinbek 1986
- Fleisch und Blut – Über Pornographie. Reinbek 1988
- Der letzte Kommunist. Das traumhafte Leben des Ronald M. Schernikau. Berlin 2009
- Ein makelloser Abstieg. Aufbau-Verlag Berlin 2011
- Manchmal ist das Leben, Berlin 2014
- Die 33. Hochzeit der Donia Nour von Hazem Ilmi. Berlin 2016 (Übersetzung aus dem Englischen)
- Das unwirkliche Leben des Sergej Nabokow von Paul Russell. Hamburg 2017 (Übersetzung aus dem amerikanischen Englisch)
- Mythos - Was uns die Götter heute sagen von Stephen Fry. (Übersetzung aus dem Englischen) Aufbau-Verlag Berlin 2018
- Das Sonnenkind tanzt jetzt auf den Sternen, in: Das Sonnenkind von Detlev Meyer, Aufbau-Verlag Berlin 2018
- zahlreiche Buchbeiträge und Artikel, Kolumnen, Glossen für Zeitungen und Zeitschriften